# جون إتش وود جونيور
جون إتش وود جونيور (بالإنجليزية: John H. Wood, Jr.)‏ هو قاضي ومحامي أمريكي، ولد في 31 مارس 1916 في روكبورت في الولايات المتحدة، وتوفي في 29 مايو 1979 في سان أنطونيو في الولايات المتحدة.